# 자미토프 하이만
자미토프 하이만(Jamitov Hymem)은 일본의 TV 애니메이션 《기동전사 Z건담》 및 OVA 《기동전사 건담 0083 STARDUST MEMORY》에 등장하는 가공의 인물로 작품 내에서 지구연방군 대장으로 등장한다. 지구권 치안 유지를 목적으로 결성된 특수부대 티탄즈의 최고 사령관이다. 성우는 TV판의 경우 이케다 마사루, 극장판 및 0083판의 경우 니시무라 토모미치이다.

## 약사 및 인물상
프랑스 스당 출신으로 본래는 재무부 고위 관료였지만 군에 투신, 일년전쟁 당시부터 레빌파와 대립한 진 콜리니 대장의 심복이 된다. 우주세기 0083년 당시에는 델라즈 분쟁을 이용해 자파인 콜리니파의 세력 확대에 힘썼다. 지구연방군 우주군 참모총장인 진 콜리니 대장을 등에 업고 존 코웬 중장을 군에서 제거했으며, 이후 콜리니 대장 퇴역 후 자파 수장 자리를 계승해 준장에서 승진을 거듭 대장의 지위에 이르게 된다.
자미토프는 델라즈 분쟁을 계기로 공국군 잔당 토벌을 목적으로 한 특수부대「티탄즈」를 설립했다. 그러나 그는 부패(腐敗)한 연방 정부와 군 수뇌부를 혐오하고 있었으며, 티탄즈 설립의 진짜 목적은 독재 정권 획득을 바탕으로 즉효성 높은 개혁을 단행하기 위한 제1보로서 강력한 무력과 권력에 의한 자유 활동이 가능한 사병 집단을 가지는 일이었다.
스페이스 노이드에 대해 항상 차별의식과 경계심을 가지고 있던 연방 정부에 위험한 스페이스 노이드의 대명사라고도 할 수 있는 공국군 잔당 토벌이라는 대의를 내걸면서 연방 내에서의 세력 확대를 용이하게 할 수 있었다. 또한 세력을 확대하기 위한 전단계로서 모든 친족과 절연(絶緣)해 유사 시에 누가 가지 않도록 배려했다.
우주세기 0087년 그리프스 전역이 발발하자 전선 지휘는 이전부터 심복이었던 바스크 옴에게 맡기고, 자신은 연방의회에서 티탄즈 권력을 확대시키는 법안을 가결시키기 위해 행동하는 등 정치적 활동에 전념했다. 또한 서서히 세력이 증가해 가는 바스크를 견제하기 위해 목성선단 지휘관이었던 팝티머스 시로코를 등용한다. 그리고 동년 10월 액시즈가 지구권에 귀환하면서부터는 티탄즈 우주거점인 제단의 문(The Gate of Zedan)을 준비하고, 하만 칸과 회견을 하는 등 최고 사령관다운 행동을 하려고 했지만, 제단의 문 붕괴 후 그와단에서 시로코, 하만과 회견하던 중 시로코에 의해 암살된다.
군 사령관으로서는 유능하다고 할 수 없었지만 권력자로서의 도량은 가지고 있었으며, 제단의 문 탈출 당시에는 부하의 안부를 걱정하는 일면도 보여주었다. 그러나 혈판을 가지고 충성을 맹세한 시코로의 모반을 간파하지 못한 것처럼 사람을 판단하는 데 서툴러 명을 달리하게 되었다.
티탄즈의 특징인 어스 노이드 편중 사상(선민사상)을 자미토브 자신이 가지고 있다는 묘사는 극중에 존재하지 않으며, 그저 티탄즈 세력 확대의 방편으로 스페이스 노이드와 어스 노이드 간의 대립을 이용한 것만으로 보인다. 그의 사상은 환경 오염에 괴로워하고 있는 지구를 구하기 위해 전쟁을 이용해 인류를 숙청하는 것이었다. 그에게 있어 티탄즈는 이 공포스러운 이상을 달성하기 위한 도구에 지나지 않았다. 에우고 간부들에게「제 2의 자비가를 목표로 한 남자」리고 야유당한 것은 거짓이 아니라 할 수 있겠다. 또한 티탄즈라는 조직의 성격상 그저 악인으로 생각되지만 시로코, 하만 그리고 대부분의 지구연방정부 고관들보다는 지구를 진심으로 걱정하고 있었다고 할 수 있겠다.

## 이름 표기에 관해
본래 이 인물의 카타카나 표기는 ジャミトフ・ハイマン으로 변하지 않았으나, 어느 시기인가부터 로마자가 Jamitov Hymem으로 변경되었다.(《건담 공식 백과사전 건담 오피셜즈》에는 Jamitov Hymem라 표기되어 있다.) 최초 설정 당시 로마자 표기는 Jamitoff hymann만으로 카타카나 표기와 발음이 동일했다. 하지만 프랑스계 인물이라는 설정 때문에 변경된 로마자로 이름을 읽으면 "자미토브 이망"이 된다.

## 설정에 관해
《건담 공식 백과사전 건담 오피셜즈》 티탄즈 항목에 따르면 자미토프 하이만은 프랑스 스당 출신으로 아 바오아 쿠를 "제단의 문"으로 개명한 이유는 자신의 고향인 스당의 별명이 제단이었기 때문이라고 한다. 하지만 스당은 제2차 세계 대전 당시 독일군의 전격전에 프랑스군이 맥 없이 무너진 곳으로 Z건담 본편에서도 추축(액시즈)의 육탄 공격에 "제단의 문"은 순식간에 붕괴되었다. 얄궃은 역사의 재현이라고 할 수 있겠다.
덧붙여, 진 콜리니 대장의 직위에 대해서는 이설이 존재한다. 자세한 것은 진 콜리니 항목을 참조하길 바란다.